# Bevrijdingsmonument Winsum
Het Bevrijdingsmonument in de Groningse plaats Winsum is een monument ter nagedachtenis aan de Tweede Wereldoorlog.

## Beschrijving
Het monument was het eerste beeld van de Groninger beeldhouwer Wladimir de Vries in de openbare ruimte. Hij maakte van Frans kalksteen een vogel die opstijgt naar de hemel. Ten onrechte wordt de vogel soms voor een feniks aangezien. De vogel staat op een sokkel, waarop het gemeentewapen van Winsum is aangebracht en de tekst '1940 1945 Aan hen die vielen'.
Ter gelegenheid van de 50-jarige herdenking van de bevrijding in 1995, kreeg Derk-Jan Tinga opdracht van de 'Stichting Herdenking 4 mei Winsum' om briefpapier voor de stichting en een herinneringsplaquette met namen van omgekomen dorpsgenoten te ontwerpen. Zijn ontwerp groeide uit tot een vernieuwing van het monument, waarbij een halfronde muur van rode baksteen achter de vogel werd geplaatst (met daarop de plaquette) en twee muurtjes aan weerszijden van het toegangspad. De bronzen plaquette werd gegoten door de klokkengieterij in Heiligerlee, er worden 28 namen op vermeld.

## Afbeeldingen

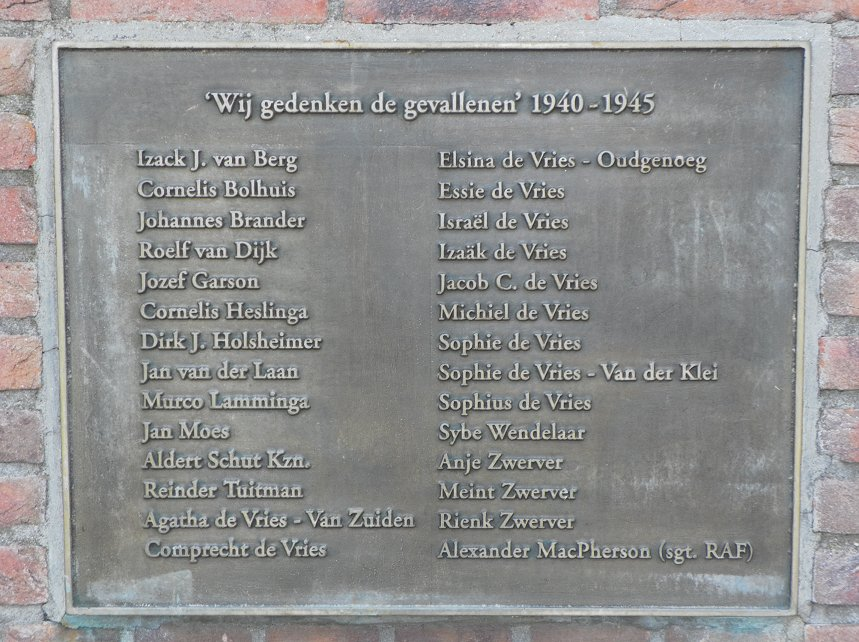
Plaquette
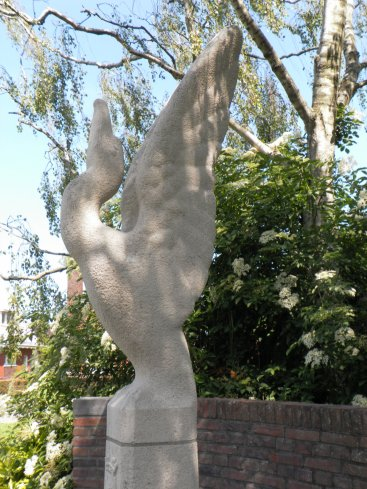
Vogel